# Bedemon
Bedemon fue el vástago de Pentagram, creado por Randy Palmer e ícono del heavy metal.

## Historia
La historia se remonta a 1973, cuando los integrantes de la joven banda del emergente heavy metal Pentagram, Bobby Liebling y Geof O'Keefe conocen a Randy Palmer, un joven guitarrista interesado en la música nueva y pesada que se estaba desarrollando a comienzos de la década con bandas como Night Sun, Sir Lord Baltimore y Buffalo. Antes de que Randy se uniera a Pentagram, inició un proyecto musical llamado Bedemon, para ello reclutó a Geof O´Keefe, baterista de la banda y a Bobby Liebling, vocalista y compositor de Pentagram, y le pidió al bajista Mike Matthews, un amigo suyo, que le ayudara a grabar algunas de sus propias composiciones. De esta primera sesión de Bedemon nacen canciones como "Child of Darkness", "Serpent Venom" y una canción que Geof había escrito llamada "Frozen Fear". Después de algunos meses se volvieron a reunir para grabar más pistas y poco tiempo después tenían suficiente material para un álbum.
Cuando Randy se une oficialmente a Pentagram trae consigo dos composiciones de Bedemon: "Touch the Sky" y "Starlady" (compuesta tanto por Randy como por Bobby) que le otorgaría cierta fama a Pentagram por aquel entonces.
Años después de que Randy dejara Pentagram en 1975, pidió a Geof, Mike y Bobby la ayuda para grabar algunas composiciones más. Se graban "Time bomb", "Nightime killer" y una canción sin nombre compuesta por Geof O'Keefe en 1979.
Los problemas en Pentagram con Bobby hacen que Greg Mayne se una a Randy, Geof y Mike para continuar con el experimento de Bedemon. En 1986 graban la canción "Nigth of the Demon" y nuevas versiones de "Starlady", "Time Bomb" y "Touch the Sky". Esto sería lo último que se oiría de Bedemon... hasta ahora.
En el 2001, el periodista de metal y músico, Perry Grayson, busca información de los miembros de Pentagram y Bedemon y se reúne con Geof, Mike y Randy para persuadirlos de reintegrar el grupo. Comienzan a trabajar en las viejas canciones para el proyecto, pero trágicamente el 8 de agosto de 2002 Randy Palmer muere en un accidente de automóvil, congelando abruptamente todo el trabajo del grupo.
En enero del 2006 lanzan al mercado bajo la disquera Black Widow, el disco de recopilaciones "Child of Darkness: From the Original Master Tapes", joya del Doom metal tradicional y en cual se puede apreciar la poderosa influencia que tuvo y tiene esta banda y Pentagram en el subgénero del doom metal, además de haber lanzado su primer álbum oficial en 2012 llamado "Symphony of Shadows", el cual contiene material completamente nuevo, fresco e inédito, grabado antes del lamentable fallecimiento de su miembro fundamental Randy Palmer.

### Legado
Pese a que la banda pasó inadvertida toda su historia, y aun cuando el mismo Geof O'Keefe se refiere a ella no como una banda sino como un proyecto musical, Bedemon es actualmente elogiada como una de las agrupaciones fundamentales para entender el nacimiento de la música pesada y de la transición del rock al heavy metal. Además, como uno de los primeros exponentes en el subgénero del doom metal, es admirado y respetado dentro del círculo de fanes del género musical. A pesar de que la banda no lanzó un disco oficial sino hasta después de 33 años desde su formación, circularon de manera clandestina sus grabaciones realizadas en los 70s en forma de bootlegs durante muchos años, grabaciones que pasarían a formar parte del disco recopilatorio oficial de 2006, dejando ver el lado oscuro y más lúgubre de la música de la década que engendraron sus congéneres Pentagram y Black Sabbath.

## Miembros
- Geof O'Keefe (batería)
- Mike Matthews (bajo)
- Craig Junghandel (vocalista)
- Randy Palmer † (guitarra)

## Child of Darkness
Quince canciones del mejor Proto Doom integran esta recopilación:
- 1. Child of Darkness
- 2. Enslaver of Humanity
- 3. Frozen Fear
- 4. One-Way Road
- 5. Serpent Venom
- 6. Last Call
- 7. Drive Me to the Grave
- 8. Into the Grave
- 9. Skinned
- 10. Through the Gates of Hell
- 11. Touch the Sky
- 12. Child of Darkness, Pt. 2
- 13. Time Bomb
- 14. Nighttime Killers
- 15. Axe to Grind